# سن ویتو
سن ویتو (به ایتالیایی: San Vito) یک منطقهٔ مسکونی در ایتالیا است که در استان کالیاری واقع شده‌است.

## خصوصیات
سن ویتو ۲۳۱٫۸ کیلومترمربع مساحت و ۳٬۸۶۶ نفر جمعیت دارد و ۱۰ متر بالاتر از سطح دریا واقع شده‌است.